# Роберт I (граф Мо)
Роберт I де Вермандуа (931/934 — 966) — граф Мо с 946 года и граф Труа с 956 года.

## Биография

### Правление
Сын графа Вермандуа Герберта II и Адели Французской.
Получил графство Мо в 946 году в результате раздела наследства отца. Графом Труа стал благодаря женитьбе. Объединение этих двух владений положило начало образованию графства Шампань.
В 959 году Роберт захватил Дижон, изгнав оттуда епископа, но в следующем году подвергся нападению Лотаря Французского и Оттона I Немецкого и был вынужден им подчиниться.

### Семья и дети
Жена: ранее 950 Адель-Верра, дочь герцога Бургундии Жильбера и Эрменгарды. Дети:
- Герберт Молодой (ок. 945/950 — 28 января 995 или 996), граф Труа и Мо с 966, Омуа с 984
- Адель (ок. 950—974 после 6 марта); муж: с ок. 965 Жоффруа I Гризгонель (ум. 21 июля 987), граф Анжу с 958 года

Специалист по истории раннесредневековой Франции и генеалогии Кристиан Сеттипани считает, что дочерью Роберта была также Аделаида Труаская, жена (с 970) герцога Нижней Лотарингии Карла.